# Liste der Nummer-eins-Hits in Frankreich (1962)
Diese Liste enthält alle Nummer-eins-Hits in Frankreich im Jahr 1962. Es gab in diesem Jahr zwölf Nummer-eins-Singles.
| - Henri Tisot – L'auto-circulation - 6 Wochen (4. Dezember 1961 – 12. Januar 1962) - Johnny Hallyday – Viens danser le Twist - 4 Wochen (13. Januar – 9. Februar, insgesamt 7 Wochen; → 1961) - Richard Anthony – Viens danser le Twist - 3 Wochen (10. Februar – 2. März) - Johnny Hallyday – Retiens la nuit - 9 Wochen (3. März – 4. Mai) - Annie Cordy – Un clair de lune à Maubeuge - 1 Woche (5. Mai – 11. Mai) - Pierre Perrin – Un clair de lune à Maubeuge - 5 Wochen (12. Mai – 15. Juni, insgesamt 8 Wochen) - Richard Anthony – J'entends siffler le train - 1 Woche (16. Juni – 22. Juni, insgesamt 19 Wochen; → 1963) - Marcel Amont – Le Mexicain - 2 Wochen (23. Juni – 6. Juli, insgesamt 2 Wochen) - Pierre Perrin – Un clair de lune à Maubeuge - 1 Woche (7. Juli – 13. Juli, insgesamt 8 Wochen) - Marcel Amont – Le Mexicain - 1 Woche (14. Juli – 20. Juli, insgesamt 2 Wochen) - Pierre Perrin – Un clair de lune à Maubeuge - 1 Woche (21. Juli – 27. Juli, insgesamt 8 Wochen) - Richard Anthony – J'entends siffler le train - 1 Woche (28. Juli – 3. August, insgesamt 19 Wochen) - Pierre Perrin – Un clair de lune à Maubeuge - 1 Woche (4. August – 10. August, insgesamt 8 Wochen) - Richard Anthony – J'entends siffler le train - 9 Wochen (11. August – 12. Oktober, insgesamt 19 Wochen) - Little Eva – The Loco-motion - 1 Woche (13. Oktober – 19. Oktober) - Richard Anthony – J'entends siffler le train - 2 Wochen (20. Oktober – 2. November, insgesamt 19 Wochen) - Johnny Hallyday – Madison Twist - 1 Woche (3. November – 9. November) - Richard Anthony – J'entends siffler le train - 5 Wochen (10. November – 14. Dezember, insgesamt 19 Wochen) - Johnny Hallyday – Elle est terrible - 1 Woche (15. Dezember – 21. Dezember) - Françoise Hardy – J'suis d'accord - 3 Wochen (22. Dezember 1962 – 11. Januar 1963, insgesamt 8 Wochen; → 1963) |